# Xbox Series

Logo konsoli

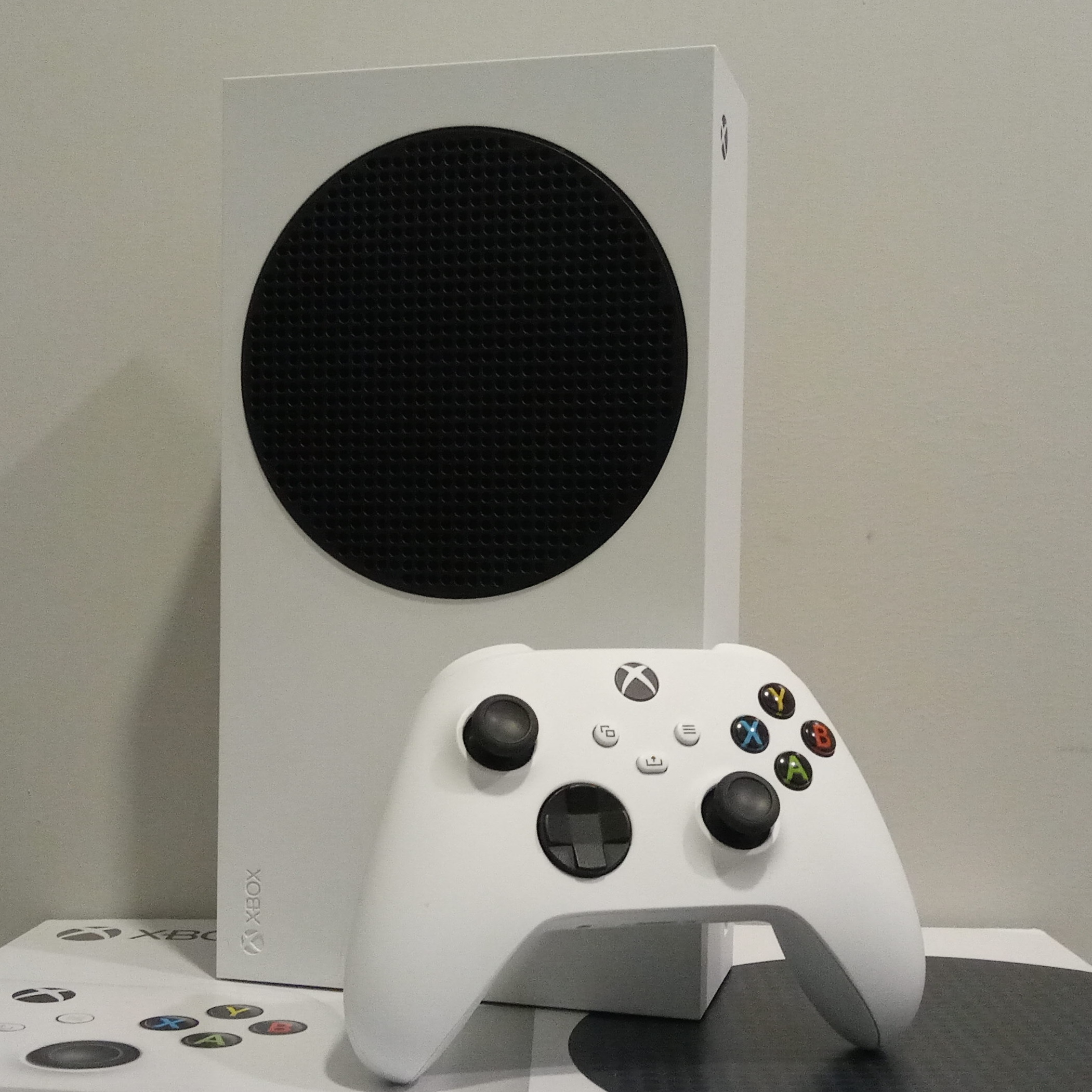
Wariant Xbox Series S wraz z kontrolerem

Xbox Series – konsola gier wideo będąca następcą Xbox One. Została wyprodukowana przez Microsoft i wydana 10 listopada 2020 roku. Pierwsza zapowiedź konsoli (wówczas jeszcze pod nazwą kodową „Project Scarlett”) pojawiła się na targach Electronic Entertainment Expo w 2019 roku. 8 września 2020 Microsoft zapowiedział, że konsola trafi do sprzedaży w dwóch wariantach: podstawowym, Xbox Series X i słabszym, Xbox Series S, znanym wcześniej jako „Project Lockhart”. Należy do dziewiątej generacji konsol.

## Historia
Informacje o nowej konsoli Xbox pojawiły się już w czerwcu 2018 roku, a Phil Spencer z Microsoftu potwierdził, że w tym czasie amerykańskie  przedsiębiorstwo było zaangażowane w projektowanie kolejnych konsol. W marcu 2019 roku kolejne plotki branżowe doprowadziły do spekulacji na temat dwóch konsol z rodziny Xbox Scarlett pod nazwami kodowymi "Anaconda" i "Lockhart".
Microsoft potwierdził konsolę Xbox Scarlett na konferencji prasowej E3 2019. Firma potwierdziła, że Scarlett będzie posiadał wsteczną kompatybilność ze wszystkimi grami i większością akcesoriów z konsoli Xbox One. Podczas prezentacji na The Game Awards 2019 Microsoft oficjalnie przedstawił nową konsolę pod nazwą "Xbox Series X", a także ujawnił datę premiery pod koniec 2020 roku.
Microsoft planował szczegółowo ujawnić specyfikacje techniczną i gry dla swojej konsoli na 2020 Game Developers Conference i E3 2020, ale wydarzenia zostały odwołane z powodu pandemii COVID-19. Microsoft zaplanował prezentacje online w te same dni w marcu 2020 roku, podczas gdy firma planowała przełożyć prezentację na E3. Szczegółowa specyfikacja została przedstawiona 16 marca 2020 roku przez Microsoft, Digital Foundry i Austina Evansa z Overclock Media. Począwszy od maja tego samego roku, Microsoft planował organizować więcej wydarzeń związanych z Xbox Series X i jej grami w ramach serii "Xbox 20/20". Obejmowało to Xbox Games Showcase 23 lipca 2020 roku, na którym prezentowane były gry głównie autorstwa Xbox Game Studios.
Istnienie tańszego Xboxa Series S zostało oficjalnie potwierdzone 8 września 2020 roku. Firma potwierdziła, że oba modele będą miały premierę równocześnie w listopadzie 2020 roku.
Podczas targów Gamescom 2023 Spencer stwierdził, że jest to mało prawdopodobne, aby Microsoft miał wprowadzić do produkcji kolejną wersję Xboxa Series, ponieważ prawdopodobnie spowodowałoby to problemy ze kompatybilnością gier na różnych edycjach konsoli.
W 2024 roku premierę miała tańsza wersja wariantu Series X, o nazwie Xbox Series X All-Digital, która została pozbawiona napędu.

## Nazewnictwo
Microsoft zdefiniował Xbox jako nazwę konsol czwartej generacji. Nazwa konsoli krytykowana była jako myląca, nazwana zbyt podobnie do Xbox One X – ulepszonej wersji Xboksa One. Po uruchomieniu zamówień przedpremierowych Xboksa Series X, sprzedaż Xboksa One X wzrosła o ponad 700%, co powiązano z mylącym nazewnictwem. Microsoft w oficjalnych materiałach określa konsolę i jej warianty jako „Xbox Series X|S”.

## Specyfikacja techniczna

### Series X
Wariant Series X wyposażony jest w procesor AMD Zen 2 i procesor graficzny AMD Radeon RDNA 2 o mocy 12,15 teraflopów. Zawiera dysk SSD o pojemności 1 TB w technologii NVMe o szybkości zapisu 2,4 GB/s (w trybie surowym) i 4,8 Gb/s (w trybie skompresowanym) oraz 16 GB pamięci RAM GDDR6 na 320-bitowej magistrali o przepustowości 560 GB/s dla 10 GB oraz 336 GB/s dla 6 GB pamięci. Dodatkowo sprzęt wyposażony jest w napęd optyczny, gwarantujący obsługę formatów Ultra HD Blu-ray, Blu-ray, DVD oraz płyt kompaktowych. W październiku 2024 roku do produkcji wprowadzono tańszą wersję konsoli o nazwie Xbox Series X All-Digital, która nie zawiera napędu.

### Series S
Xbox Series S jest porównywalny pod względem podstawowego sprzętu z Xbox Series X, podobnie jak Xbox One S działa z Xbox One X. Chociaż działa na tym samym procesorze z nieco wolniejszymi częstotliwościami taktowania, używa wolniejszego procesora graficznego, niestandardowego RDNA 2 z 20 CU przy 1,55 GHz dla 4 teraflopów, w porównaniu z 12 teraflopami Series X. Dostarczany jest z 10 GB pamięci RAM i 512 GB SSD z przepustowością wejścia/wyjścia 2,4 GB/s i nie zawiera żadnego napędu optycznego, co wymaga od użytkownika kupna oprogramowania z dystrybucji cyfrowej. Jest przeznaczony do renderowania gier w domyślnej rozdzielczości 1440p, z obsługą skalowania do 4K, przy 60 klatkach na sekundę, chociaż może osiągać nawet 120 klatek na sekundę w tej rozdzielczości. W przeciwnym razie konsola ma wszystkie równoważne funkcje, co Xbox Series X, w tym porty, rozszerzenia i obsługę gier.
Jednostka Series S jest o około 60% mniejsza pod względem objętości niż Series X i ma wymiary 275 × 151 x 63,5 milimetra w orientacji pionowej. W tej orientacji na dużej powierzchni bocznej znajduje się główny otwór wylotowy do aktywnego chłodzenia powietrzem, podobny do górnej powierzchni Series X; dodatkowe otwory wentylacyjne znajdują się w górnej części Series S. Z przodu znajduje się jedno złącze USB. Z tyłu konsoli znajduje się złącze zasilania, jeden port HDMI, dwa dodatkowe porty USB i port ethernet. Podobnie jak Series X, S może być również umieszczona poziomo z otworem wylotowym skierowanym do góry, aby utrzymać przepływ powietrza. Series S pojawił się w matowej białej obudowie wraz z dopasowanym kontrolerem, odróżniającym ją od matowej czerni, której może używać Series X.
Microsoft poinformował, że obie wersje konsoli umożliwią uruchamianie gier z poprzedników dzięki kompatybilności wstecznej. Do dyspozycji graczy oddano wszystkie tytuły z Xboksa One, a także wybrane produkcje z Xboksa 360 oraz Xboksa.

## Odbiór i sprzedaż
Według redaktora Forbesa, Matta Gardenera, konsola jest jedynie ulepszonym Xboksem One X. Recenzent ocenił, że Xbox Series X jest największym rozczarowaniem roku w świecie gier komputerowych.
Konrad Piskula z Tabletowo.pl stwierdził, że „Xbox Series S jest mistrzem kompromisów, ale wciąż pozostaje urządzeniem pełnym niewiadomych”.
Według redakcji serwisu GameOnly.pl konsola jest bardzo tania jak na podzespoły w niej montowane, a doatkowo wspiera gry z poprzednich generacji Xboksa.
Keza MacDonald z The Guardian powiedziała, że choć nic szczególnie jej nie zachęca do zakupienia konsoli w momencie premiery, to jej zdaniem „nie ma wielu powodów do krytyki konsol: spełniają wszystkie obietnice Microsoftu i robią to dobrze”.
W Wielkiej Brytanii w dniu premiery sprzedano 155 000 sztuk, z czego dwie trzecie stanowiły konsole Xbox Series X. Sprzedaż w regionie osiągnie 310 000 do końca 2020, ponad 1 milion do końca 2021 1,8 miliona do końca 2022. Wersja X stanowiła 43% wszystkich konsol Xbox Series sprzedanych w Wielkiej Brytanii w 2021. W Japonii w tygodniu premiery sprzedano 16 247 konsol Xbox Series X i 4287 konsol Xbox Series S, co daje łącznie 20 534 sprzedanych sztuk. Sprzedaż konsoli Microsoftu przekroczyła 116 000 konsol w listopadzie 2021 roku, przewyższając całkowitą liczbę sprzedanych konsol Xbox One w Japonii w ciągu niecałego roku. Do końca 2022 liczba sprzedanych egzemplarzy konsoli Xbox Series X|S w Japonii osiągnęła 400 000. W Hiszpanii w tygodniu premiery sprzedano 10 500 konsol Xbox Series X i 3600 konsol Xbox Series S, co łącznie dało 14 100 sprzedanych egzemplarzy. Do końca 2020 sprzedano w sumie 30 850 konsol Xbox Series X i S. W 2022 roku sprzedaż w tym kraju wyniosła 96 000 egzemplarzy konsoli.
W czerwcu 2023 przedstawiciele Microsoftu poinformowali, że sprzedano ponad 21 mln egzemplarzy konsoli na całym świecie. Według informacji z czerwca 2024 sprzedaż obu wersji konsol osiągnęła 28,3 mln.